# Důl Svitanok
Důl Svitanok byl uhelný důl, který se nacházel v Chrestivce v Doněcké oblasti na jihovýchodní Ukrajině. Má předpokládanou rezervu černého uhlí o hmotnosti 14,3 miliónů tun. Roční výtěžnost byla kolem 463 tisíc tun uhlí. Maximální hloubka dolu byla v 90. letech 20. století 570 metrů. Důl se otevřel v 1997. Provozovatel důl zlikvidoval v roce 2012. Samovolné úniky metanu a sesuvy uhlí ohrožovaly horníky při fungování dolu Svitanok.